# 莱斯皮纳西耶尔
莱斯皮纳西耶尔（法語：Lespinassière，法語發音：[lɛspinasjɛʁ] ⓘ）是法国奥德省的一个市镇，位于该省北部，属于卡尔卡松区。

## 地理
莱斯皮纳西耶尔（43°24'10"N, 2°32'14"E）面积16.24 平方千米，位于法国奧克西塔尼大區奥德省，该省份为法国南部沿海省份，北起塔恩省，西北接上加龙省，西接阿列日省，南至东比利牛斯省，东临地中海，东北与埃罗省接壤。
与莱斯皮纳西耶尔接壤的市镇（或旧市镇、城区）包括：卡布雷斯皮讷、锡图、卡萨尼奥勒、费利内米内尔瓦、阿尔比讷、索沃泰尔。

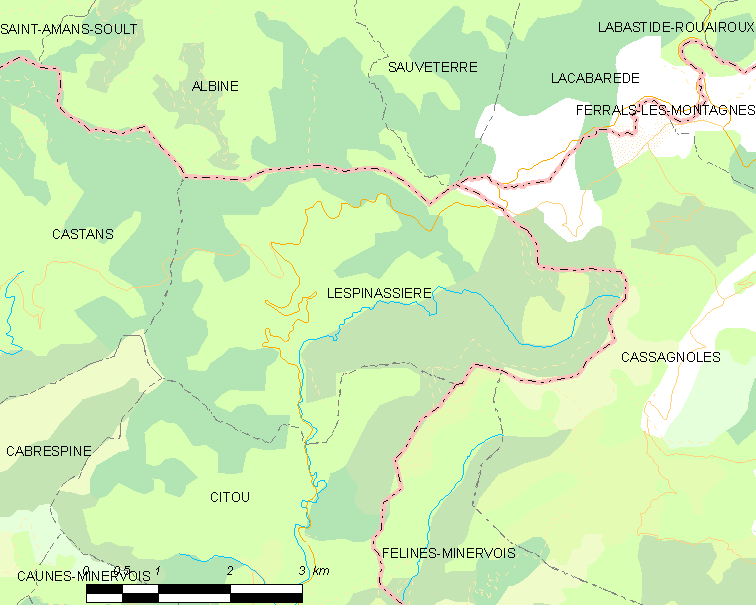
莱斯皮纳西耶尔的OSM定位图

莱斯皮纳西耶尔的时区为UTC+01:00、UTC+02:00（夏令时）。

## 行政
莱斯皮纳西耶尔的邮政编码为11160，INSEE市镇编码为11200。

## 政治
莱斯皮纳西耶尔所属的省级选区为上密涅瓦县。

## 人口

1962-2008年间莱斯皮纳西耶尔人口变化图示

莱斯皮纳西耶尔于2022年1月1日时的人口数量为136人。